# نازنین دیهیمی
نازنین دیهیمی (زادهٔ ۳۰ آذر ۱۳۶۷ در تهران – درگذشتهٔ ۲۰ آبان ۱۳۹۶) مترجم، ویراستار و روزنامه‌نگار ایرانی بود.

## فعالیت حرفه‌ای

### ترجمه
نازنین دیهیمی ترجمه را زیر نظر پدرش، خشایار دیهیمی، آموخت و کار ترجمه را با آثاری در حوزهٔ ادبیات نوجوانان آغاز کرد، و در زمینهٔ ادبیات نمایشی و علوم انسانی ادامه داد. از دیهیمی ترجمه‌هایی (با همکاری مهدی نوری) از آثار تام استاپارد، لوسی کرک وود، و جان هاج، در قالب مجموعهٔ «تئاتر و تاریخ» ، منتشر شده‌است. از ترجمه‌های دیگر او می‌توان به مجموعه مقالاتی از اسلاونکا دراکولیچ، و مجموعه‌ای از کتابهای داستانی باربارا پارک اشاره کرد. او نزدیک به یک دهه از ویراستاران ادبی نشر ماهی بود.
ترجمهٔ او از کتاب میک هارته این‌جا بود به اولین فهرست کتابهای برگزیدهٔ کودکان و نوجوانان لاک‌پشت پرنده راه یافت و کتاب از من نخواهید لبخند بزنم نیز در سیزدهمین فهرست لاکپشت پرنده جای گرفت. همچنین ترجمهٔ او (با همکاری مهدی نوری) از بازی‌نامه حکایت مرده بی‌صاحب، اثر لوسی کرک وود، نامزد دریافت سی و چهارمین جایزهٔ کتاب سال در گروه هنر بود.
به عنوان روزنامه‌نگار در نشریاتی چون ماهنامه شبکه آفتاب، و هفته نامه صدا قلم زد و از روزنامه‌نگاران دورهٔ دوم روزنامهٔ نشاط بود که مراجع قضایی مانع از انتشار آن شدند. او همراه با گروهی از این روزنامه نگاران سایت ادبی سرخ و سیاه را ایجاد کردند، که مفری برای انتشار کارهایشان شد.

### تئاتر
از فعالیتهای دیهیمی در زمینهٔ تئاتر، می‌توان به کارگردانی نمایش دوشیزه و مرگ، اثر آریل دورفمن اشاره کرد که در بند زنان زندان اوین، با بازیگری همبندانش در ۱۳۹۱ اجرا شد؛ و ترجمه و دراماتورژی ویتسک، اثر گئورگ بوشنر، که در زمستان همان سال، در تالار حافظ، با حذف نام او بر صحنه رفت. حذف نام او از نمایش ویتسک به دلیل فشار نهادهای امنیتی مبنی بر توقیف نمایش، در حالی که او در زندان بود، با انتقادهای فراوانی همراه شد. این انتقادها با بیرون آمدن نازنین دیهیمی از زندان و عذرخواهی رضا ثروتی کمرنگ شد.

## بازداشت و زندان
او در ۲۵ بهمن ۱۳۹۰ به اتهام اخلال در نظم عمومی و اقدام علیه امنیت ملی به ۴ ماه حبس تعزیری و چهار ماه حبس تعلیقی بازداشت شد و به مدت دو ماه در زندان اوین در بازداشت موقت بود. دیهیمی در ۱۰ آبان ۱۳۹۱ به همراه ۸ زندانی دیگر در اعتراض به یورش گارد ویژه در زندان اوین اعتصاب غذا کرد و پس از تنظیم شکایت از مأموران زندان، و با تعهد مسئولان حفاظت و بازرسی زندان اوین مبنی بر برخورد با مأموران خاطی و عدم تکرار در آینده به اعتصاب غذای خود پایان داد. او در ۲۵ دی ۱۳۹۱ با پایان دوره محکومیتش از زندان اوین آزاد شد. یادداشت‌های روزانهٔ او از زندان در سایت کلمه منتشر شده‌است.

## درگذشت
نازنین دیهیمی در ۲۰ آبان ۱۳۹۶ در اثر حمله آسم درگذشت. روزنامه همدلی یک روز پس از مرگ نازنین دیهیمی صفحه ادبیات خود را با رنگ مشکی به‌طور کامل به او اختصاص داد و برای نخستین بار یکی از نامه‌های زندان او را در یک جریده منتشر کرد.

## آثار
ترجمه‌ها:
- میک هارته این‌جا بود. باربارا پارک. نازنین دیهیمی. تهران: ماهی، ۱۳۸۸. شابک ۰-۰۵۷-۲۰۹-۹۶۴-۹۷۸
- عملیات دک کردن کپک. باربارا پارک. نازنین دیهیمی. تهران: ماهی، ۱۳۸۸. شابک ‎۹۷۸-۹۶۴-۲۰۹-۰۵۸-۷
- ازدواج مادرم و بدبختی‌های دیگر. باربارا پارک. نازنین دیهیمی. تهران: انتشارات ماهی، ۱۳۹۳. شابک ۸-۱۴۷-۲۰۹-۹۶۴-۹۷۸
- از من نخواهید لبخند بزنم. باربارا پارک. نازنین دیهیمی. تهران: ماهی، ۱۳۹۳. شابک ۱-۰۷۶-۲۰۹-۹۶۴-۹۷۸
- سفر . تام استاپارد. مترجمان نازنین دیهیمی، مهدی نوری. تهران: ماهی. ۱۳۹۳. شابک ۷-۲۰۱-۲۰۹-۹۶۴-۹۷۸
- کشتی شکستگان. تام استاپارد. مترجمان نازنین دیهیمی، مهدی نوری. تهران: ماهی. ۱۳۹۳. شابک ۱-۲۰۳-۲۰۹-۹۶۴-۹۷۸
- نجات. تام استاپارد. مترجمان نازنین دیهیمی، مهدی نوری. تهران: ماهی. ۱۳۹۳. شابک۲-۲۰۶-۲۰۹-۹۶۴-۹۷۸
- عطر گوابا: گفتگوهایی با گابریل گارسیا مارکز. پلینیو مندوزا. مترجمان مهدی نوری، نازنین دیهیمی. تهران: انتشارات ماهی، ۱۳۹۳. شابک ۴-۱۹۰-۲۰۹-۹۶۴-۹۷۸
- دفترچه خاطرات یک بی‌عرضه دفتر دوم "حرف حرف رودریکه ". جف کینی. نازنین دیهیمی. تهران: انتشارات ماهی، ۱۳۹۳. شابک ۶-۱۴۱-۲۰۹-۹۶۴-۹۷۸
- چیمریکا. لوسی کرک‌وود. مترجمان نازنین دیهیمی، مهدی نوری. تهران: انتشارات ماهی، ۱۳۹۴. شابک ۴-۲۳۱-۲۰۹-۹۶۴-۹۷۸
- کافه اروپا. اسلاونکا دراکولیچ. نازنین دیهیمی. تهران: نشر گمان، ۱۳۹۴، شماره ۱۴ از مجموعه‌ی تجربه و هنر زندگی. شابک ۸-۰۶-۷۲۸۹-۶۰۰-۹۷۸
- آقای نویسنده و همکارش. جان هاج. مترجمان نازنین دیهیمی، مهدی نوری. تهران: انتشارات ماهی، ۱۳۹۵. شابک۵-۲۷۶-۲۰۹-۹۶۴-۹۷۸